# 2-й султанський козацький полк

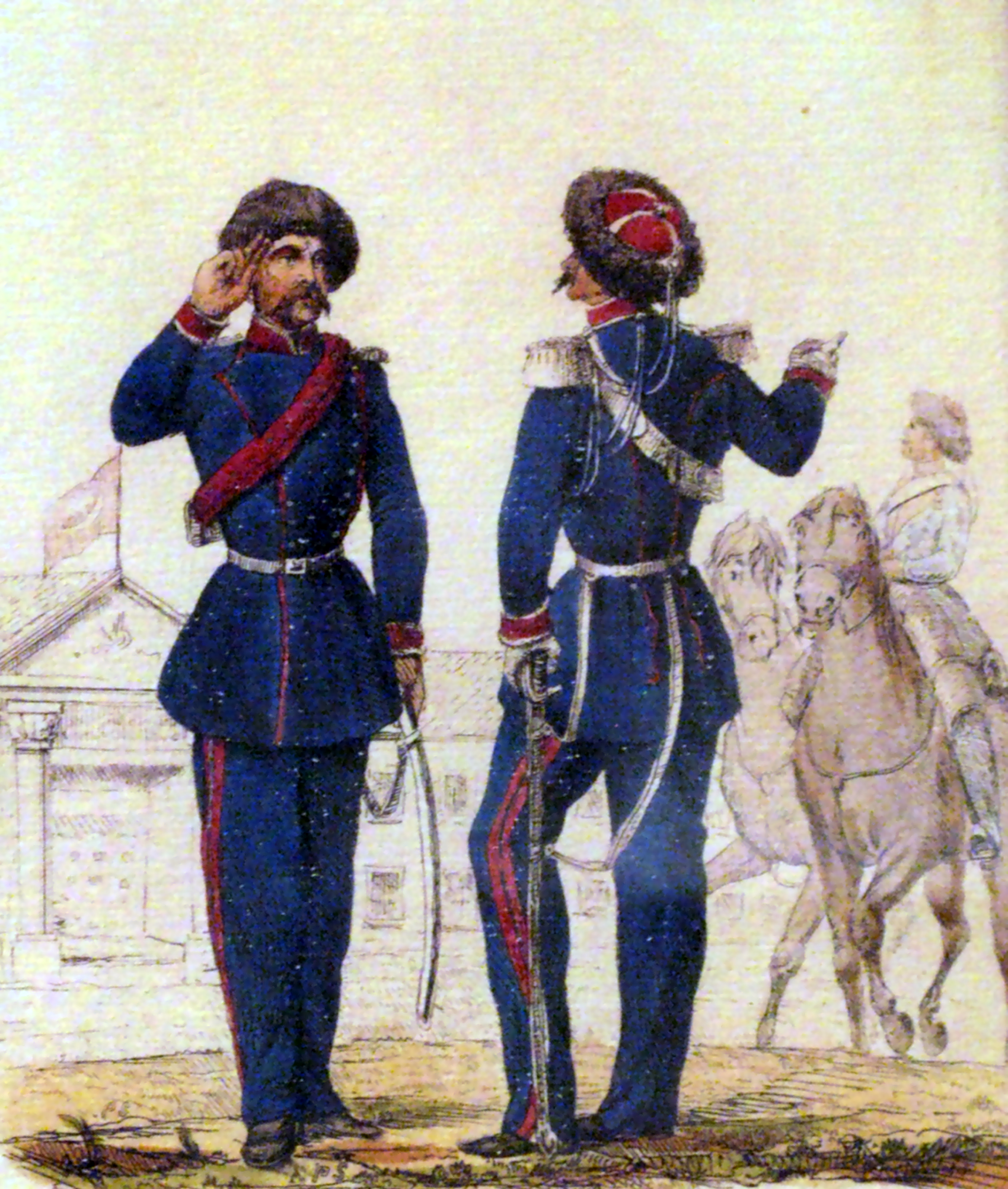
Вояки 2-го султанського козацького полку

2-й султанський козацький полк (пол. II Pułk Kozaków Sułtańskich) — польське військове формування, створене наприкінці 1855 року (за часів Кримської війни) під егідою польського еміграційного монархістського консервативно-ліберального табору, відомого як «отель Ламбер».
Творцем підрозділу був бригадний генерал британсько-турецької армії Владислав Станіслав Замойський, який розгорнув бурхливу військову діяльність, ставши суперником Михайлові Чайковському (Мехмет-паші).
2-й султанський козацький полк збиралися залучити до війни проти Росії.